# Vélingara-Krater

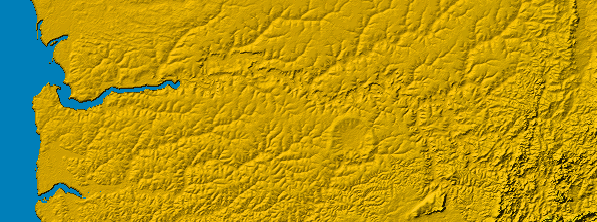
Lage des Vélingara-Kraters

Der Vélingara-Krater (auch Vélingara-Ring-Struktur genannt) befindet sich bei Vélingara in der Region Kolda im südlichen Senegal (Westafrika).
Dort breitet sich die fast kreisrunde Struktur mit 48 km Durchmesser aus, wobei ihr Zentrum etwa 12 km südsüdwestlich des bereits genannten Vélingara liegt. Vélingara liegt ebenso wie die Städte Kounkané und Diaobé-Kabendou am Krater-Innenrand, dem auch von Nordosten im Uhrzeigersinn nach Südwesten die Nationalstraße N 6 folgt und auf dem Weg von Tambacounda nach Ziguinchor die drei Städte miteinander verbindet.
Die Kraterstruktur befindet sich im Osten des zum Senegal gehörenden Landesteils Casamance, der zwischen Gambia und Guinea-Bissau liegt. Während ihre Nordausläufer fast an die Grenze des zuerst genannten Nachbarlands stoßen, ist ihr südlicher Abhang nur etwa 20 km vom letzteren entfernt.
Möglicherweise stellt der Vélingara-Krater einen von Sedimenten überlagerten und durch Erosion entstellten Einschlagkrater eines Meteoriten dar. Sein Zentrum heißt Anambé-Basin, eine beckenartige Niederung mit einem etwa 7,5 km² großen See, der sich über den Anambé-River (Nebenfluss des Kayanga) entwässert.